# 明石宣行
明石 宣行（あかし のぶゆき）は、安土桃山時代の武将。父は明石景行。

## 経歴
岡利勝の与力。1593年（天正20年）に家督を相続。大坂の陣では祖父明石全登に従い大坂城へ入城。天王寺・岡山の戦いで討ち死にしたとされる。